# Arbeitstisch
Der Arbeitstisch ist ein Tisch, der für spezielle Arbeiten vorgesehen bzw. eingerichtet ist.
- Schreibtisch
- Leuchttisch
- Zeichentisch
- Schneidertisch
- Filmschneidetisch
- Büroarbeitstisch
- Labortisch

Ein Arbeitstisch sollte nach möglichst ergonomischen Gesichtspunkten eingerichtet sein, um Beschwerden (beispielsweise Repetitive Strain Injury Syndrom) bei der Arbeiterin oder dem Arbeiter möglichst zu reduzieren.
Moderne Arbeitstische, insbesondere für Büroarbeit, erfreuen sich aufgrund der oft langen Arbeit im Büro immer mehr Beliebtheit und haben eigene Gütesiegel, wie das des Industrieverbands Büro und Arbeitswelt. Die Anforderungen sind meist eine bestimmte Länge, Breite und Höhe, sowie die Möglichkeit des Verstellens zwischen Stehen und Sitzen am Tisch.